# 網巾

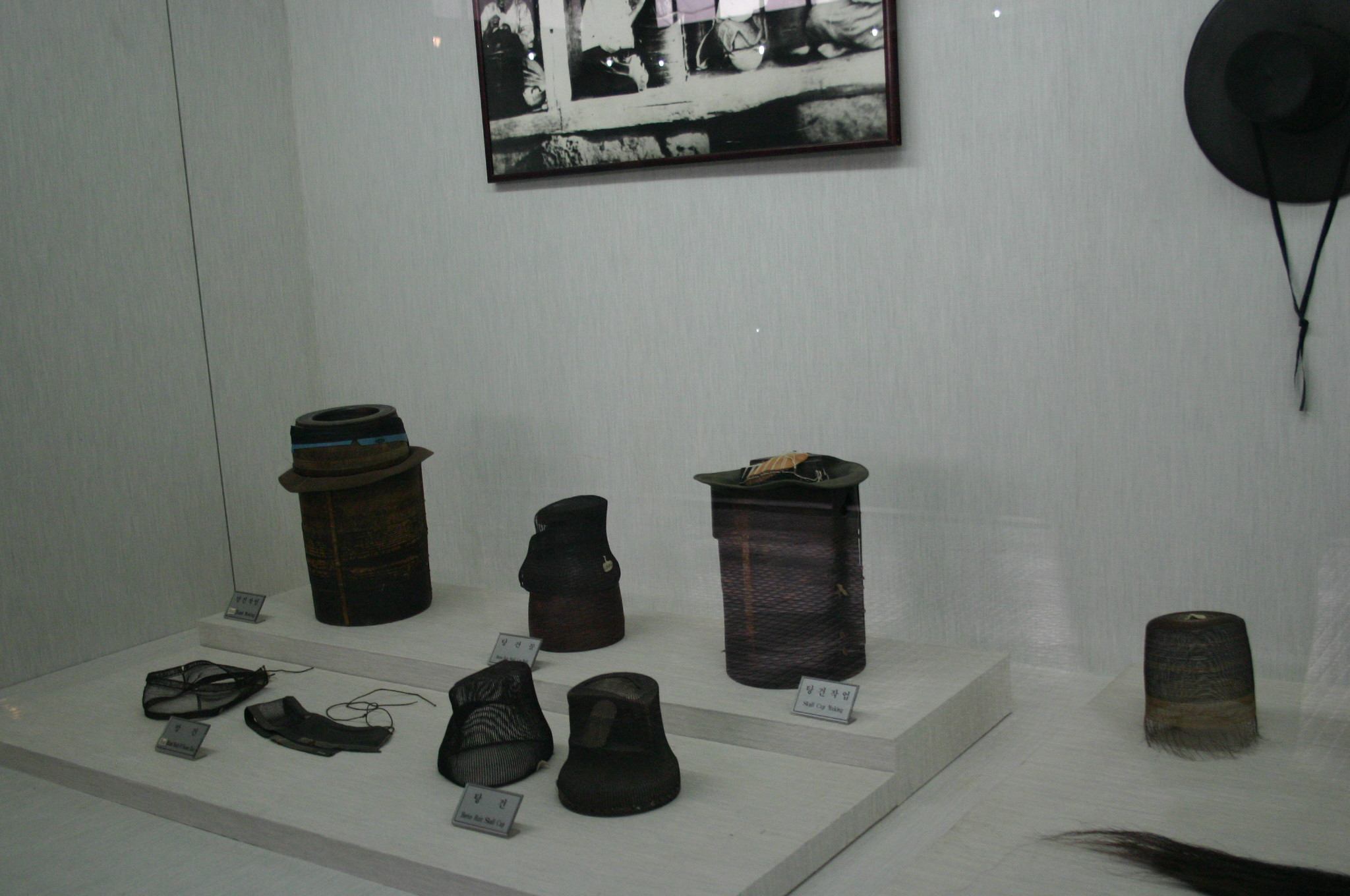
左下角為朝鮮式懶收網

网巾是中國明朝、朝鮮半島朝鮮王朝、越南後黎朝至阮朝、琉球第二尚氏王朝成年男子用以防止头发散乱的一种首服，通常使用丝网编成，以帛作边，内引以小绳，穿过两侧耳边的小环（名曰贯子），并在脑后以及发髻处扎结固定。
传说网巾的由来是明太祖朱元璋在微服出巡时看见一位道士头上裹着网巾，便问这是何物，道士回答了网巾的作用以及含义：“此曰网巾。裹以头，则万髮俱齐。”。朱元璋出于对天下一统含义的满意，回宫后下令全国不分职业贵贱，成年男子必须着网巾，不得违令。
于是网巾在全国形成了一个完整的产业，有专门制作和出售网巾的商贩和店铺，南京至今有以地名网巾市，便是过去制作和贩卖网巾的地方。而成年男子不戴网巾便被视为「不文明」的市井游民，男子会在冠禮上进行加裹网巾的程序。
后来网巾出现了一种叫做懒收网的形制，只收额头部分，不束髮髻部分。当时明朝的藩属国朝鲜参照明朝的衣冠制度，也同样在全国普及网巾，只是朝鲜的懒收网与当时中国用的懒收网巾有所区别而已。